# José Manuel Ballester
José Manuel Ballester (Madrid, 1960) és un pintor i fotògraf espanyol, Premi Nacional de Fotografia d'Espanya en 2010, concedit pel Ministeri de Cultura d'Espanya.

## Biografia
Llicenciat en Belles arts el 1984 per la Universitat Complutense de Madrid, la seva carrera artística es va iniciar en la pintura amb especial interès per la tècnica de les escoles italiana i flamenca. A partir de 1990, es va centrar la fotografia arquitectònica.
De les seves nombroses exposicions destaquen Lugares de Paso (València, 2003), Setting out (Nova York, 2003), Habitación 523 (Museu Nacional Centre d'Art Reina Sofia, 2005) o Bosques de Luz (Kursaal, 2015). De manera col·lectiva ha exposat en nombroses ocasions en ARC, Institut d'Art de Chicago - Art Chicago, Art Forum Berlín d'Alemanya i Paris Photo, entre altres exhibicions. En els anys 1999, 2000 i 2002 va rebre el Premi Nacional de Gravat i les seves obres formen part dels fons del Museu Reina Sofia, Museu Marugame Hirai d'Art Contemporani espanyol (Japó) i ARTIUM (Vitòria), entre d'altres.
El Premi Nacional de Fotografia li va ser concedit pel Ministeri de Cultura d'Espanya en 2010, considerant-lo el jurat mereixedor del guardó «per la seva trajectòria personal, procedent de les arts plàstiques i cristal·litzada amb rigor en el camp de la fotografia, per la seva singular interpretació de l'espai arquitectònic i la llum, i per la seva aportació destacada a la renovació de les tècniques fotogràfiques».